# Nadia (filme)
Nadia (br: Nadia) é um filme biográfico estadunidense de 1984 da ginasta Nadia Comaneci feito para a televisão, dirigido por Alan Cooke.

## Sinopse
Baseado na história da campeã olímpica Nadia Comăneci. Nadia começou sua carreira na ginástica aos seis anos, sob o auxílio do técnico Béla Károlyi, e sua esposa Marta. Oito anos mais tarde, Comaneci tornou-se a primeira ginasta a conquistar a nota dez em um evento olímpico, saindo com três medalhas de ouro, uma de prata e uma de bronze dos Jogos de Montreal, em 1976. Seu ganho de peso, a pressão em competições e a lesão sofrida na mão, ameaçou sua carreira.

## Elenco
- Marcia Frederick.... Nadia Comăneci
- Johann Carlo.... Nadia Comăneci (adulta)
- Leslie Weiner.... Nadia Comăneci (criança)
- Joe Bennett.... Bela Karolyi
- Talia Balsam.... Marta Karolyi
- Jonathan Banks.... George Comaneci